# Kraftwerk (Band)/Diskografie
Diese Diskografie ist eine Übersicht über die musikalischen Werke der deutschen Elektropop- und Krautrock-Band Kraftwerk. Den Schallplattenauszeichnungen zufolge hat sie bisher mehr als 1,6 Millionen Tonträger verkauft. Ihre erfolgreichsten Veröffentlichungen sind die Singles Radioaktivität und Das Model mit je über 500.000 verkauften Einheiten.

## Alben

### Studioalben
| Jahr | Titel Musiklabel                                                                | Höchstplatzierung, Gesamtwochen/‑monate, AuszeichnungChartplatzierungen (Jahr, Titel, Musiklabel, Platzierungen, Wochen/Monate, Auszeichnungen, Anmerkungen) | Höchstplatzierung, Gesamtwochen/‑monate, AuszeichnungChartplatzierungen (Jahr, Titel, Musiklabel, Platzierungen, Wochen/Monate, Auszeichnungen, Anmerkungen) | Höchstplatzierung, Gesamtwochen/‑monate, AuszeichnungChartplatzierungen (Jahr, Titel, Musiklabel, Platzierungen, Wochen/Monate, Auszeichnungen, Anmerkungen) | Höchstplatzierung, Gesamtwochen/‑monate, AuszeichnungChartplatzierungen (Jahr, Titel, Musiklabel, Platzierungen, Wochen/Monate, Auszeichnungen, Anmerkungen) | Höchstplatzierung, Gesamtwochen/‑monate, AuszeichnungChartplatzierungen (Jahr, Titel, Musiklabel, Platzierungen, Wochen/Monate, Auszeichnungen, Anmerkungen) | Anmerkungen                                                |
| Jahr | Titel Musiklabel                                                                | DE | AT | CH | UK | US | Anmerkungen                                                |
| ---- | ------------------------------------------------------------------------------- | --- | --- | --- | --- | --- | ---------------------------------------------------------- |
| 1970 | Kraftwerk Philips Records (Phonogram)                                           | DE30 (5 Wo.)DE | — | — | — | — | Erstveröffentlichung: Juli 1970                            |
| 1972 | Kraftwerk 2 Philips Records (Phonogram)                                         | DE36 (2 Wo.)DE | — | — | — | — | Erstveröffentlichung: Januar 1972                          |
| 1973 | Ralf und Florian Philips Records (Phonogram)                                    | — | — | — | — | US160 (5 Wo.)US | Erstveröffentlichung: 30. Oktober 1973                     |
| 1974 | Autobahn Philips Records (Phonogram)                                            | DE7 (30 Wo.)DE | AT35 a (1 Wo.)AT | CH77 b (1 Wo.)CH | UK4 Silber · (22 Wo.)UK | US5 (22 Wo.)US | Erstveröffentlichung: 1. November 1974 Verkäufe: + 160.000 |
| 1975 | Radio-Aktivität Radio-Activity (englische Version) Kling Klang (EMI)            | DE22 (7 Wo.)DE | AT4 (3 Mt.)AT | — | — | US140 (8 Wo.)US | Erstveröffentlichung: 30. Oktober 1975 Verkäufe: + 100.000 |
| 1977 | Trans Europa Express Trans-Europe Express (englische Version) Kling Klang (EMI) | DE32 (5 Wo.)DE | — | CH71 (1 Wo.)CH | UK49 Silber · (7 Wo.)UK | US119 (7 Wo.)US | Erstveröffentlichung: März 1977 Verkäufe: + 60.000         |
| 1978 | Die Mensch-Maschine The Man-Machine (englische Version) Kling Klang (EMI)       | DE12 (23 Wo.)DE | AT15 (3 Mt.)AT | CH61 (1 Wo.)CH | UK9 Gold · (13 Wo.)UK | US130 (9 Wo.)US | Erstveröffentlichung: 28. April 1978 Verkäufe: + 100.000   |
| 1981 | Computerwelt Computer World (englische Version) Kling Klang (EMI)               | DE7 (25 Wo.)DE | AT14 (2 Mt.)AT | — | UK15 Silber · (22 Wo.)UK | US72 (42 Wo.)US | Erstveröffentlichung: 10. Mai 1981 Verkäufe: + 60.000      |
| 1986 | Electric Café (auch bekannt als Techno Pop) Kling Klang (EMI)                   | DE23 (9 Wo.)DE | — | — | UK58 (2 Wo.)UK | US156 (14 Wo.)US | Erstveröffentlichung: 3. November 1986                     |
| 2003 | Tour de France Soundtracks Kling Klang (EMI)                                    | DE1 (8 Wo.)DE | AT29 (5 Wo.)AT | CH25 (5 Wo.)CH | UK21 Silber · (2 Wo.)UK | — | Erstveröffentlichung: 4. August 2003 Verkäufe: + 60.000    |

grau schraffiert: keine Chartdaten aus diesem Jahr verfügbar

Frontcover zu Kraftwerk
Frontcover zu Autobahn

### Livealben
| Jahr | Titel Musiklabel                | Höchstplatzierung, Gesamtwochen, AuszeichnungChartplatzierungen (Jahr, Titel, Musiklabel, Platzierungen, Wochen, Auszeichnungen, Anmerkungen) | Höchstplatzierung, Gesamtwochen, AuszeichnungChartplatzierungen (Jahr, Titel, Musiklabel, Platzierungen, Wochen, Auszeichnungen, Anmerkungen) | Höchstplatzierung, Gesamtwochen, AuszeichnungChartplatzierungen (Jahr, Titel, Musiklabel, Platzierungen, Wochen, Auszeichnungen, Anmerkungen) | Höchstplatzierung, Gesamtwochen, AuszeichnungChartplatzierungen (Jahr, Titel, Musiklabel, Platzierungen, Wochen, Auszeichnungen, Anmerkungen) | Höchstplatzierung, Gesamtwochen, AuszeichnungChartplatzierungen (Jahr, Titel, Musiklabel, Platzierungen, Wochen, Auszeichnungen, Anmerkungen) | Anmerkungen                        |
| Jahr | Titel Musiklabel                | DE | AT | CH | UK | US | Anmerkungen                        |
| ---- | ------------------------------- | --- | --- | --- | --- | --- | ---------------------------------- |
| 2005 | Minimum-Maximum EMI Music (EMI) | DE26 (9 Wo.)DE | AT33 (7 Wo.)AT | CH58 (6 Wo.)CH | UK29 (2 Wo.)UK | — | Erstveröffentlichung: 6. Juni 2005 |

### Remixalben
| Jahr | Titel Musiklabel                       | Höchstplatzierung, Gesamtwochen, AuszeichnungChartplatzierungen (Jahr, Titel, Musiklabel, Platzierungen, Wochen, Auszeichnungen, Anmerkungen) | Höchstplatzierung, Gesamtwochen, AuszeichnungChartplatzierungen (Jahr, Titel, Musiklabel, Platzierungen, Wochen, Auszeichnungen, Anmerkungen) | Höchstplatzierung, Gesamtwochen, AuszeichnungChartplatzierungen (Jahr, Titel, Musiklabel, Platzierungen, Wochen, Auszeichnungen, Anmerkungen) | Höchstplatzierung, Gesamtwochen, AuszeichnungChartplatzierungen (Jahr, Titel, Musiklabel, Platzierungen, Wochen, Auszeichnungen, Anmerkungen) | Höchstplatzierung, Gesamtwochen, AuszeichnungChartplatzierungen (Jahr, Titel, Musiklabel, Platzierungen, Wochen, Auszeichnungen, Anmerkungen) | Anmerkungen                                            |
| Jahr | Titel Musiklabel                       | DE | AT | CH | UK | US | Anmerkungen                                            |
| ---- | -------------------------------------- | --- | --- | --- | --- | --- | ------------------------------------------------------ |
| 1991 | The Mix Kling Klang (EMI)              | DE7 (22 Wo.)DE | AT12 (11 Wo.)AT | CH27 (5 Wo.)CH | UK15 Silber · (6 Wo.)UK | — | Erstveröffentlichung: 10. Juni 1991 Verkäufe: + 60.000 |
| 2020 | Remixes Kling Klang • Parlophone (WMG) | DE4 (3 Wo.)DE | AT37 (1 Wo.)AT | CH30 (1 Wo.)CH | — | — | Erstveröffentlichung: 21. Dezember 2020                |

## Singles
| Jahr | Titel Album                                                                               | Höchstplatzierung, Gesamtwochen/‑monate, AuszeichnungChartplatzierungen (Jahr, Titel, Album, Platzierungen, Wochen/Monate, Auszeichnungen, Anmerkungen) | Höchstplatzierung, Gesamtwochen/‑monate, AuszeichnungChartplatzierungen (Jahr, Titel, Album, Platzierungen, Wochen/Monate, Auszeichnungen, Anmerkungen) | Höchstplatzierung, Gesamtwochen/‑monate, AuszeichnungChartplatzierungen (Jahr, Titel, Album, Platzierungen, Wochen/Monate, Auszeichnungen, Anmerkungen) | Höchstplatzierung, Gesamtwochen/‑monate, AuszeichnungChartplatzierungen (Jahr, Titel, Album, Platzierungen, Wochen/Monate, Auszeichnungen, Anmerkungen) | Höchstplatzierung, Gesamtwochen/‑monate, AuszeichnungChartplatzierungen (Jahr, Titel, Album, Platzierungen, Wochen/Monate, Auszeichnungen, Anmerkungen) | Anmerkungen                                                                                |
| Jahr | Titel Album                                                                               | DE | AT | CH | UK | US | Anmerkungen                                                                                |
| ---- | ----------------------------------------------------------------------------------------- | --- | --- | --- | --- | --- | ------------------------------------------------------------------------------------------ |
| 1970 | Ruckzuck Kraftwerk                                                                        | — | — | — | — | — | Erstveröffentlichung: 1970                                                                 |
| 1973 | Kohoutek – Kometenmelodie Autobahn                                                        | — | — | — | — | — | Erstveröffentlichung: 30. September 1973                                                   |
| 1973 | Kohoutek – Kristallo Ralf & Florian                                                       | — | — | — | — | — | Erstveröffentlichung: 21. November 1973                                                    |
| 1975 | Autobahn                                                                                  | DE9 (18 Wo.)DE | — | — | UK11 (9 Wo.)UK | US25 (10 Wo.)US | Erstveröffentlichung: 3. Januar 1975                                                       |
| 1975 | Kometenmelodie 2 Comet Melody 2 (englische Version) Autobahn                              | — | — | — | — | — | Erstveröffentlichung: Juni 1975                                                            |
| 1975 | Radioaktivität Radio-Activity (englische Version) Radio-Aktivität                         | — | — | — | UK43 (2 Wo.)UK | — | Erstveröffentlichung: 14. Dezember 1975 Neuauflage: 26. September 1991 Verkäufe: + 500.000 |
| 1977 | Trans Europa Express Trans-Europe Express (englische Version) Trans Europa Express        | — | — | — | — | US67 (7 Wo.)US | Erstveröffentlichung: 22. April 1977                                                       |
| 1977 | Showroom Dummies Les mannequins (französische Version) Trans Europa Express               | — | — | — | UK25 (5 Wo.)UK | — | Erstveröffentlichung: 26. August 1977                                                      |
| 1978 | Die Roboter The Robots (englische Version) Die Mensch-Maschine                            | DE18 (30 Wo.)DE | AT23 (1 Mt.)AT | — | UK20 (4 Wo.)UK | — | Erstveröffentlichung: 12. Mai 1978 Neuauflage: 20. Mai 1991                                |
| 1978 | Das Model The Model (englische Version) La modelo (spanische Version) Die Mensch-Maschine | DE7 (20 Wo.)DE | — | — | UK1 Gold · (21 Wo.)UK | — | Erstveröffentlichung: August 1978 Verkäufe: + 500.000                                      |
| 1978 | Neon Lights The Man-Machine                                                               | — | — | — | UK53 (3 Wo.)UK | — | Erstveröffentlichung: 22. September 1978                                                   |
| 1981 | Taschenrechner Pocket Calculator (englische Version) Computerwelt                         | DE63 (8 Wo.)DE | — | — | UK39 (6 Wo.)UK | — | Erstveröffentlichung: März 1981                                                            |
| 1981 | Computerwelt                                                                              | — | — | — | — | — | Erstveröffentlichung: 1981                                                                 |
| 1981 | Numbers Computer World                                                                    | — | — | — | — | — | Erstveröffentlichung: 1981                                                                 |
| 1983 | Tour de France Tour de France Soundtracks                                                 | DE47 (16 Wo.)DE | — | — | UK20 (24 Wo.)UK | — | Erstveröffentlichung: Juni 1983 Neuauflage: 7. Juli 2003                                   |
| 1986 | Music Non-Stop Musique Non Stop (französische Version) Electric Café                      | DE13 (11 Wo.)DE | — | — | — | — | Erstveröffentlichung: Oktober 1986                                                         |
| 1987 | Der Telefon Anruf The Telephone Call (englische Version) Electric Café                    | — | — | — | — | — | Erstveröffentlichung: Februar 1987                                                         |
| 1999 | Expo 2000 –                                                                               | DE35 (8 Wo.)DE | — | CH95 (3 Wo.)CH | UK27 (2 Wo.)UK | — | Erstveröffentlichung: 6. Dezember 1999                                                     |
| 2004 | Aérodynamik Tour de France Soundtracks                                                    | DE80 (5 Wo.)DE | — | — | UK33 (3 Wo.)UK | — | Erstveröffentlichung: 15. März 2004 Neuauflage: 21. Oktober 2007                           |
| 2021 | Heimcomputer Computerwelt                                                                 | — | — | — | — | — | Erstveröffentlichung: 14. Mai 2021                                                         |

## Videoalben und Musikvideos

### Videoalben
| Jahr | Titel Musiklabel                 | Höchstplatzierung, Gesamtwochen, AuszeichnungChartplatzierungen (Jahr, Titel, Musiklabel, Platzierungen, Wochen, Auszeichnungen, Anmerkungen) | Höchstplatzierung, Gesamtwochen, AuszeichnungChartplatzierungen (Jahr, Titel, Musiklabel, Platzierungen, Wochen, Auszeichnungen, Anmerkungen) | Höchstplatzierung, Gesamtwochen, AuszeichnungChartplatzierungen (Jahr, Titel, Musiklabel, Platzierungen, Wochen, Auszeichnungen, Anmerkungen) | Höchstplatzierung, Gesamtwochen, AuszeichnungChartplatzierungen (Jahr, Titel, Musiklabel, Platzierungen, Wochen, Auszeichnungen, Anmerkungen) | Höchstplatzierung, Gesamtwochen, AuszeichnungChartplatzierungen (Jahr, Titel, Musiklabel, Platzierungen, Wochen, Auszeichnungen, Anmerkungen) | Anmerkungen                                                              |
| Jahr | Titel Musiklabel                 | DE | AT | CH | UK | US | Anmerkungen                                                              |
| ---- | -------------------------------- | --- | --- | --- | --- | --- | ------------------------------------------------------------------------ |
| 2005 | Minimum-Maximum EMI Music (EMI)  | DE* GoldDE | — | CH*CH | UK22 (2 Wo.)UK | — | Erstveröffentlichung: 6. Juni 2005 Verkäufe: + 25.000; * siehe Livealbum |
| 2017 | 3-D Der Katalog Parlophone (WMG) | DE*DE | AT4 (3 Wo.)AT | CH2 (9 Wo.)CH | — | — | Erstveröffentlichung: 26. Mai 2017 * siehe Boxset                        |

### Musikvideos
| Jahr | Titel                | Regie |
| ---- | -------------------- | --- |
| 1974 | Autobahn             | |
| 1975 | Radioaktivität       | |
| 1975 | Antenna              | |
| 1975 | Autobahn (Version 2) | Rodger Mainwood |
| 1977 | Trans-Europe Express | Ralf Hütter, Florian Schneider                                                                                        |
| 1977 | Schaufensterpuppen   | |
| 1978 | Die Roboter          | Günter Fröhling |
| 1978 | Das Model            | Hans-Otto Mertens |
| 1978 | Neon Lights          | |
| 1981 | Autobahn (Version 3) | John Jopson |
| 1981 | Taschenrechner       | |
| 1982 | Showroom Dummies     | |
| 1983 | Tour de France       | |
| 1986 | Musique Non-Stop     | Ralf Hütter, Florian Schneider                                                                                        |
| 1987 | Der Telefonanruf     | Mike Blume |
| 1991 | Die Roboter ’91      | Florian Schneider, Ralf Hütter                                                                                        |
| 1991 | Radioaktivität ’91   | |
| 2000 | Expo 2000            | |
| 2003 | Tour de France 2003  | Yves Lançon, Linkaz, James Lord, Guillaume Mouillé, Stéphane Rinaldi (Farbversion) D.E. Macken (Schwarz-Weiß-Version) |
| 2004 | Aérodynamik          | |

## Boxsets
| Jahr | Titel Musiklabel                                                           | Höchstplatzierung, Gesamtwochen, AuszeichnungChartplatzierungen (Jahr, Titel, Musiklabel, Platzierungen, Wochen, Auszeichnungen, Anmerkungen) | Höchstplatzierung, Gesamtwochen, AuszeichnungChartplatzierungen (Jahr, Titel, Musiklabel, Platzierungen, Wochen, Auszeichnungen, Anmerkungen) | Höchstplatzierung, Gesamtwochen, AuszeichnungChartplatzierungen (Jahr, Titel, Musiklabel, Platzierungen, Wochen, Auszeichnungen, Anmerkungen) | Höchstplatzierung, Gesamtwochen, AuszeichnungChartplatzierungen (Jahr, Titel, Musiklabel, Platzierungen, Wochen, Auszeichnungen, Anmerkungen) | Höchstplatzierung, Gesamtwochen, AuszeichnungChartplatzierungen (Jahr, Titel, Musiklabel, Platzierungen, Wochen, Auszeichnungen, Anmerkungen) | Anmerkungen                            |
| Jahr | Titel Musiklabel                                                           | DE | AT | CH | UK | US | Anmerkungen                            |
| ---- | -------------------------------------------------------------------------- | --- | --- | --- | --- | --- | -------------------------------------- |
| 2009 | Der Katalog The Catalogue (englische Version) Kling Klang (EMI)            | DE34 (2 Wo.)DE | — | — | — | — | Erstveröffentlichung: 30. Oktober 2009 |
| 2017 | 3-D – Der Katalog 3-D – The Catalogue (englische Version) Parlophone (WMG) | DE4 (17 Wo.)DE | AT26 (1 Wo.)AT | CH25 (1 Wo.)CH | UK24 (1 Wo.)UK | — | Erstveröffentlichung: 26. Mai 2017     |

Frontcover zu Der Katalog

## Sonderveröffentlichungen
| Jahr | Titel Musiklabel                        | Anmerkungen                                                                          |
| ---- | --------------------------------------- | ------------------------------------------------------------------------------------ |
| 1974 | Mitternacht Philips Records (Phonogram) | Erstveröffentlichung: November 1974 „Club-Selektion“ für Club-Bertelsmann-Mitglieder |

## Statistik

### Chartauswertung
|                     | DE     | AT    | CH    | UK    | US    |
| ------------------- | ------ | ----- | ----- | ----- | ----- |
| Nummer-eins-Alben   | DE1DE  | AT—AT | CH—CH | UK—UK | US—US |
| Top-10-Alben        | DE6DE  | AT1AT | CH—CH | UK2UK | US1US |
| Alben in den Charts | DE14DE | AT9AT | CH8CH | UK9UK | US7US |

|                       | DE    | AT    | CH    | UK     | US    |
| --------------------- | ----- | ----- | ----- | ------ | ----- |
| Nummer-eins-Singles   | DE—DE | AT—AT | CH—CH | UK1UK  | US—US |
| Top-10-Singles        | DE2DE | AT—AT | CH—CH | UK1UK  | US—US |
| Singles in den Charts | DE8DE | AT1AT | CH1CH | UK10UK | US2US |

|                          | DE    | AT    | CH    | UK    | US    |
| ------------------------ | ----- | ----- | ----- | ----- | ----- |
| Nummer-eins-Videoalben   | DE—DE | AT—AT | CH—CH | UK—UK | US—US |
| Top-10-Videoalben        | DE—DE | AT1AT | CH2CH | UK—UK | US—US |
| Videoalben in den Charts | DE—DE | AT1AT | CH1CH | UK1UK | US—US |

### Auszeichnungen für Musikverkäufe
| Goldene Schallplatte - Frankreich - 1976: für die Single Radio-Aktivität - 1977: für das Album Autobahn - 1977: für das Album Radio-Aktivität |

Anmerkung: Auszeichnungen in Ländern aus den Charttabellen bzw. Chartboxen sind in ebendiesen zu finden.
| Land/RegionAuszeichnungen für Musikverkäufe (Land/Region, Auszeichnungen, Verkäufe, Quellen) | Silber     | Gold     | Platin | Verkäufe | Quellen           |
| -------------------------------------------------------------------------------------------- | ---------- | -------- | ------ | -------- | ----------------- |
| Deutschland (BVMI)                                                                           | —          | Gold1    | —      | 25.000   | musikindustrie.de |
| Frankreich (SNEP)                                                                            | —          | 3× Gold3 | —      | 700.000  | infodisc.fr       |
| Vereinigtes Königreich (BPI)                                                                 | 5× Silber5 | 2× Gold2 | —      | 900.000  | bpi.co.uk         |
| Insgesamt                                                                                    | 5× Silber5 | 6× Gold6 | —      |          |                   |